# Pierre Gourdault

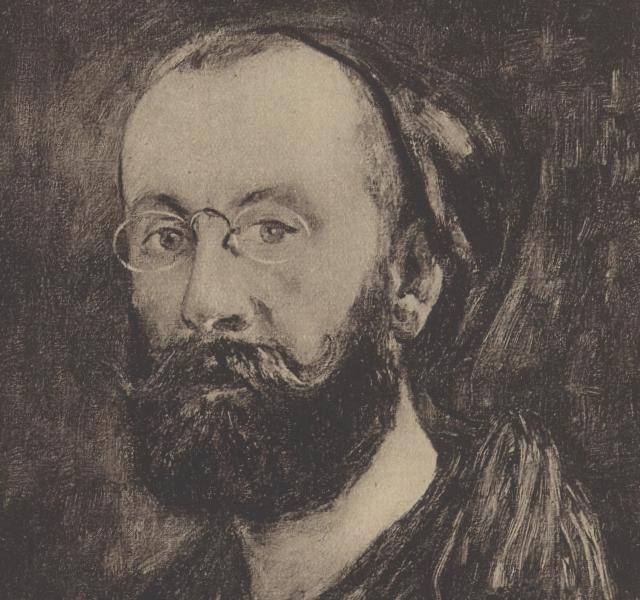
Pierre Gourdault, zelfportret

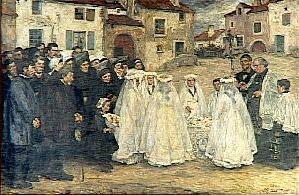
Enterrement dans les deux sevres, 1910

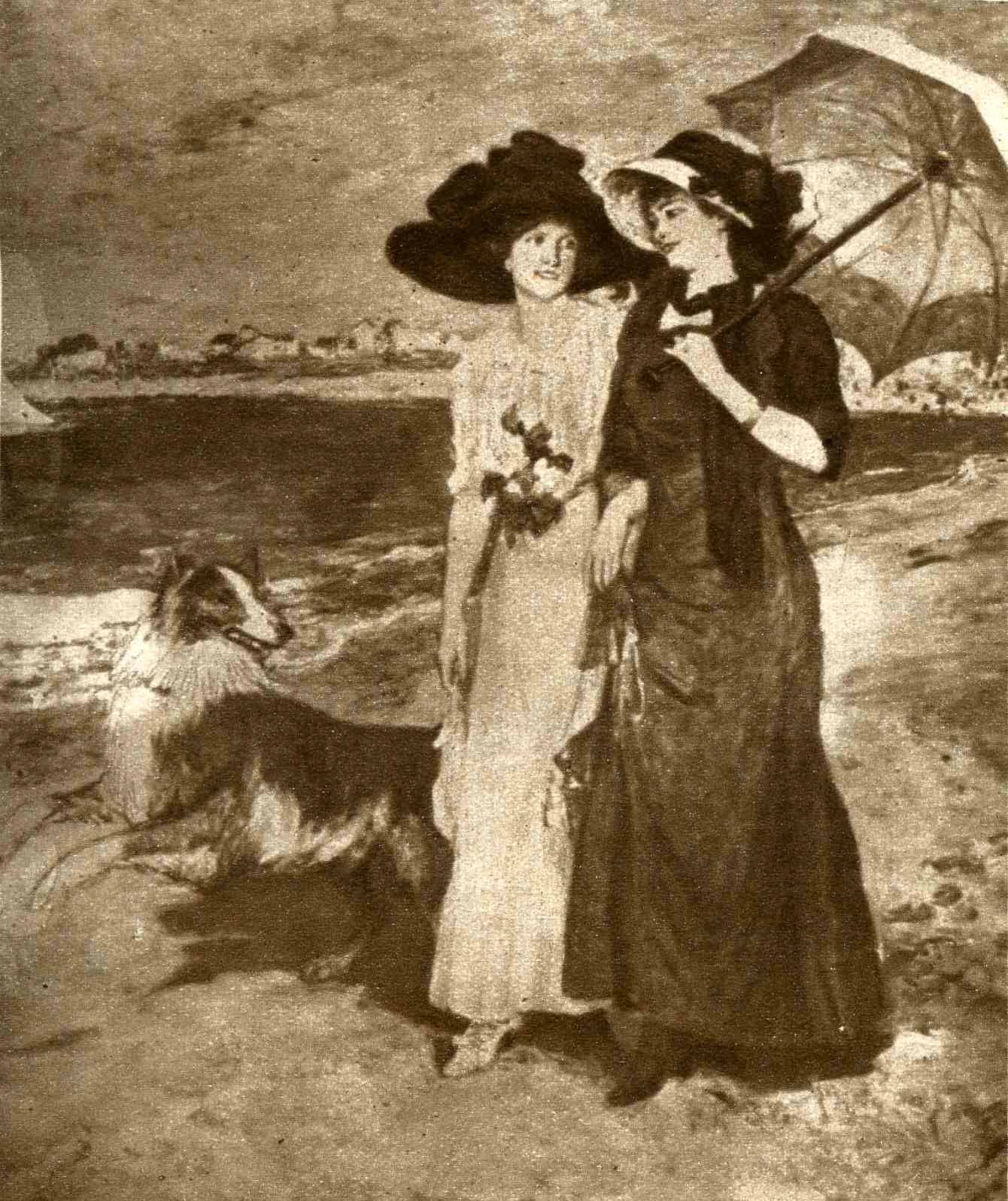
Wandeling op het strand, 1912

Pierre Gourdault (Parijs, 18 mei 1880 - Givenchy-le-Noble, 5 januari 1915) was een Franse schilder.
Gourdault werd geboren in het 13e arrondissement in Parijs. Hij was de zoon van Peter en Leonie Marie Gourdault Fonsse. Hij stierf aan de gevolgen van zijn verwondingen tijdens de Eerste Wereldoorlog, in het militaire ziekenhuis van Givenchy-le-Noble.
Hij was een leerling van Marcel-Andre Baschet (1862-1941), een Franse portretschilder.
Gourdault was de echtgenoot van de kunstenares Marie Anastasie Martin Prudence, beter bekend onder haar artiestennaam Marie-Gourdault Martin, met wie hij leefde op 65 Boulevard Arago in Parijs, voor zijn vertrek naar de oorlog in 1914.

## Oeuvre
Zijn deelname aan de Spaans-Franse tentoonstelling in Zaragoza in 1908 droeg bij aan de versterking van de economische banden tussen de twee landen.
Hij moest iets zeggen in een taal, die noch in het een noch in een andere taal te begrijpen is voor zowel het publiek pas. We stopten bij het idee van twee olieverfschilderijen met inbegrip van de secretaris van de Unie, Jules Bloch, die had het idee geopperd, de uitvoering die onder zijn leiding, de heer Gourdault, jonge getalenteerde schilder, oud-Prix de Rome. Een van de tafels was een station aan de rand van een haven. Het fronton van het grensstation, zowel Spaanse als Franse vlaggen wapperden in de wind. De haven was vol met grote stoomschepen en laden en lossen veel bundels, vol met wagens vol fruit, dozen sinaasappels, druiven, enz. ... met mensen coltineurs werkende boerderij. En over de rook van een trein vloog snel naar de plaats van bestemming, Frankrijk, een heerlijk zonnetje scheen. Het was inderdaad prachtig, zon, omdat de splash van goud, op het hoogtepunt van de tafel, waren deze woorden: "Ayer, el commercio Frans-Espanol" geschreven in gouden letters op een run duplicatie en louis in sprays die werden geprojecteerd met een respectabele prop van duizend. En opdat niemand onwetend, een cartridge was in twee talen uit te leggen dit gisteren zo mooi activiteit en fortuin in een stijl die zo beknopt mogelijk. "Gisteren 1872-1892". "Tijdens deze periode, handelsbetrekkingen tussen Spanje en Frankrijk waren zeer actief, omdat de tarieven elkaar ondersteunen. Exchanges worden opgefokt tot 643 miljoen frank." (Zie 1886). De andere tafel, wat zorgt voor die eerste gaf ons hetzelfde station in dezelfde haven. Maar het station is leeg ...— Hispano-Franse Expositie van Zaragoza 190
Bij twee gelegenheden was hij patholoog voor de Prix de Rome. Begrafenis in de Deux-Sèvres werd opgemerkt in 1910. In 1912 won hij de National Award Salon met Wandeling op het strand.
Auteur van Het invoeren van een kudde schapen in een stad in Spanje (1912), bewaard gebleven avenue Leon-Gourdault Choisy-le-Roi, Grote Prijs tentoonstelling in 1912. De kunstenaar schonk aan de stad van Choisy-le-Roi.
Aangetrokken door Afrika, had hij zijn studio voor twee jaar in Tunis. Het is deze periode die datum Caravan in Wadi Gafsa, Sidi-bou Olijven Sahib of Arabische ruiters.

## Overlijden
Schilder, soldaat 2e klas (zeker korporaal postuum) 4e Regiment Zoeaven lopen, 24e compagnie, onder nr. 1000, viel hij in december 1914 in de strijd.
Hij werd op 28 december 1914 door granaatscherven aan het hoofd getroffen. Zijn kameraden wilden een brancard dragen, hij weigerde. Hij was verbaasd dat het opeens donker werd. Hij bleek blind te zijn geworden. Hij stierf acht dagen later, op 5 januari 1915.
Van 11-30 april 1919 werd een postume tentoonstelling van zijn werken gehouden, waarin de president van de Republiek naar het portret ging dat de kunstenaar maakte (zelfportret als Zoeaaf) aan de vooravond Gewapend met zijn vertrek, vast het kruis van het Legioen van Eer aan de rand van het frame. Bekroond met de Croix de Guerre.

## Trivia
Een straat en een school in het 13e arrondissement in Parijs zijn naar hem vernoemd.
- Biblioteca Nacional de España: XX6554666
- Bibliothèque nationale de France: cb14974962q (data)
- International Standard Name Identifier: 0000 0000 6661 4487
- RKD-Nederlands Instituut voor Kunstgeschiedenis: 33034
- Union List of Artist Names: 500098929
- Virtual International Authority File: 29805596